# Xosiyat Rustamova
Xosiyat Rustamova (n. 19 martie 1971, Namangan, Uzbekistan) este o poetă uzbecă. S-a născut în 1971 în satul Olmos, districtul Chust, regiunea Namangan, Republica Uzbekistan. În 1993 a absolvit Facultatea de Jurnalism a Universității de Stat din Tașkent (acum Universitatea Națională a Uzbekistanului). În 2003 a studiat la cursul de literatură superioară la Facultatea de Filologie Uzbekă a Universității Naționale a Uzbekistanului.

## Premii
În 2004 a primit Medalia Gloriei din partea președintele Republicii Uzbekistan și în 2016 medalia comemorativă „25 de ani de Independență a Uzbekistanului”. Khosiyat Rustam a participat la mai multe festivaluri internaționale de poezie și În 2012, a câștigat concursul de poezie din Bursa, Turcia.
În 2015, a primit Premiul Internațional Mikail Mushfiq din Azerbaidjan.
În 2018, a câștigat cel mai mare premiu de poezie la Festivalul Internațional de Literatură din Thailanda.
Pe lângă poezie, ca scriitoare și dramaturg, a scris o serie de povești, poezii, scenarii. În 2015, piesa „Pasărea care nu se potrivește în cer” a fost pusă în scenă la Teatrul de Dramă Muzicală numit după Muqimi, unul dintre cele mai magnifice teatre din Uzbekistan, în regia artistului poporului din Uzbekistan Mirza Azizov. În 2016, ea a scris scenariul „Magia morții” bazat pe povestea „Covorul” și ecranizat de regizorul Hilol Nasimov. În calitate de traducătoare, a tradus în uzbecă poeziile lui Marina Tsvetaeva, Evgeny Evtushenko, Anna Akhmatova, Boris Pasternak, Ramiz Ravshan, Nigor Refibeyli, Rizo Khalil, Fozil Kisakurak, Husnu Doglarja și mulți alți poeți mondiali. Din 2015, ea este redactorul-șef al celui mai influent ziar, Kitab Dunyosi. Membră a Uniunii Scriitorilor din Uzbekistan și Azerbaidjan (2019). Poeziile ei au fost traduse în peste 30 de limbi, iar cărțile ei au fost publicate în multe țări. Cărțile ei publicate în Uzbekistan și în străinătate:

## Lucrări
1. „Casa din Rai” - Editura G. Ghulam (1997)
2. „Mântuirea” - Editura Manaviyat (2003)
3. "Rido" - The New Century (2004)
4. „Consultarea” - Editura Namangan (2005)
5. „Zidul” - Editura G. Ghulam (2006)
6. „August” - The New Century (2008)
7. „40: 0” - Akedemnashr. (2011)
8. „Ocupație” - Akedemnashr (2011)
9. „Ani uitați” - Dream (2014)
10. „Nori fără cap” - Uzbekistan (2019)
11. „Începutul nopții este întunecat” - New Century Generation (2021)
12. „Umbre rătăcitoare” - Literature (2021)
13. „Caietul maro” - Editura G. Ghulam (2021)
14. „44 de zile” - Arjumand Media, (2021)

## În străinătate
1. „Zile fără mâine” - New books (2006) Turcia
2. "Teama” Editura Vector (2008) Azerbaidjan
3. „Anatomia iubirii” - Ush Kiyan (2019) Kazahstan
4. „Lacrimi colorate” - EGG London (2020) Marea Britanie
5. „Shabbo” - Balogat (2020) Tadjikistan
6. „Doi sori” - Günce Yayınları (2020) Turcia
7. „Lovitura vântului” - NHA XUAT BAN HOI (2020) Vietnam
8. „Crini” - Europe (2020) Azerbaidjan
9. „Se numea Lala” - Europe (2020)
10. „Majnun tol” - Turksoy (2020) Azerbaidjan
11. „Vânt furtunos” - Vishnyoka (2021) Belarus
12. „Libertate în captivitate” - Dolya (2021) Simferopol
13. „Stea în palma mea” - Burago (2021) Ucraina
14. „Urmele inimii” - în Serbia (2021)
15. „O mână de vânt” în Turkmen, Günce Yayınları (2021) Turcia
16. „Opt” - în rusă, editura Chetyre, (2021) Rusia
17. „Eu sunt aici acum” - în kazah, editura Annur Sana, (2022) Kazahstan.
18. „The Thirteenth Month” - în spaniolă, Ayame-Editotial, (2022) Mexic, Mexic
19. „Ferestre deschise” (în limba Karakalpak) Editura „Bilim”, orașul Nukus, (2022)
20. „Look for Me in Hearts”, în engleză, Mundus Atrium Press, (2023) SUA
21. „Lacrimi incolore” – în arabă, editura Hassanbook. Arabia Saudită, (2023)
22.  Poezii și jurnale - în limba română, editura Bistrița-Năsăud, ( 2023 ) apărută în România în noiembrie.